# وزارة العدل (بولندا)
وزارة العدل في جمهورية بولندا هي إحدى وزارات حكومة بولندا.

## وصلات خارجية
- الموقع الرسمي لوزارة العدل في جمهورية بولندا باللغة البولندية